# 卫星系
卫星系是在引力束缚下环绕近行星质量天体（如次棕矮星和星际行星）或微型行星运动，或其共同质心运动的天体系统。一般而言卫星系指的都是行星与其天然卫星的集合，不过也可能包含环行星盘、行星环、微卫星、小行星卫星和人造卫星，且它们自己可能还拥有环绕自己运动的子卫星。有些天体拥有准卫星，虽然受主行星的引力影响，但一般不认为其属于卫星系的一部分。卫星系内有着磁力、潮汐力、大气层互动、轨道共振和天平动等复杂的相互作用。
许多太阳系天体都有自己的卫星系，不过它们的起源存在很大争议。木卫系是已知规模最大的卫星系，有89颗卫星；土卫系次之，有83颗卫星，还有太阳系内规模最大的行星环。它们的规模都十分大。实际上太阳系所有巨行星都有规模庞大的卫星系和行星环，说明这是巨行星的一般环境。距太阳较远的一些天体也有包含多颗卫星的卫星系，如环绕其共同质心运动的冥卫系，以及许多小行星和矮行星。除地月系和火卫系之外，其他类地行星都没有自己的天然卫星。
虽然太阳系内的情况暗示着卫星系的普遍存在，但太阳系以外的卫星系观测困难，目前仅观测到一个：J1407b。理论上，星际行星也可能有自己的卫星系。

## 自然形成与演化
卫星系是引力吸引作用的最终结果，也受到惯性力制约。一般认为，行星系诞生自环绕恒星的吸积盘，而卫星系的诞生过程则还存在较大争议。规模较大的卫星系应是由多种不同过程共同作用的结果。

### 稳定性

的重力加速度分解示意图

在包裹天体的希尔球内部，环绕天体运动的小天体受到天体环绕的大天体的引力更小，因而可以成为天体的卫星；希尔球之外，则受到大天体的引力更大，不会成为天体的卫星。太阳系中，天王星和海王星因为距太阳较远，拥有最大的希尔球，半径超过1亿km。水星和谷神星的希尔球则分别因为距太阳太近和质量太小，半径较小。除希尔球内和拉格朗日点外，剩下的空间太阳引力都占据主导地位。
L4和L5附近，M1/M2接近24.96时，卫星可以保持稳定。位于这些点上的天体受到扰动会发生偏移，但与偏移相反的作用（重力或角动量引发的速度变化）也会随着偏移的增减而增减，使得天体稳定在环绕拉格朗日点的菜豆状轨道（共旋转参考系下）。
一般认为，卫星公转方向和行星自转方向应当一致（即“顺行轨道”）。以顺行轨道运行的称作规则卫星；方向相反的则称作“逆行轨道”，以逆行轨道运行的称作不规则卫星。一般认为不规则卫星是行星引力捕获来的。

### 吸积说
巨行星周围的吸积盘的形成过程与恒星周围的吸积盘相似，这也是天王星、土星和木星卫星系形成的假说之一。这样一团气体云，在早期属于环行星盘的一种，也称作原卫星盘。行星形成过程中的气体模型符合行星卫星质量比为10000:1的一般规则（海王星是例外）。有人认为地月系也是通过吸积作用产生的，但地月系整体的角动量和月球过小的铁核无法以此解释。

#### 碎屑盘
卫星系产生的另一种可能机制是吸积自碎屑盘。有人认为，伽利略卫星这样的大卫星可能是在较早的通过吸积产生的卫星崩解之后，形成的碎屑盘重新吸积而形成的。行星环是环行星盘的一种，可能来自跌入洛希极限的卫星的崩解。这样的盘经过漫长的时间，有可能重新形成自然卫星。

### 大碰撞说

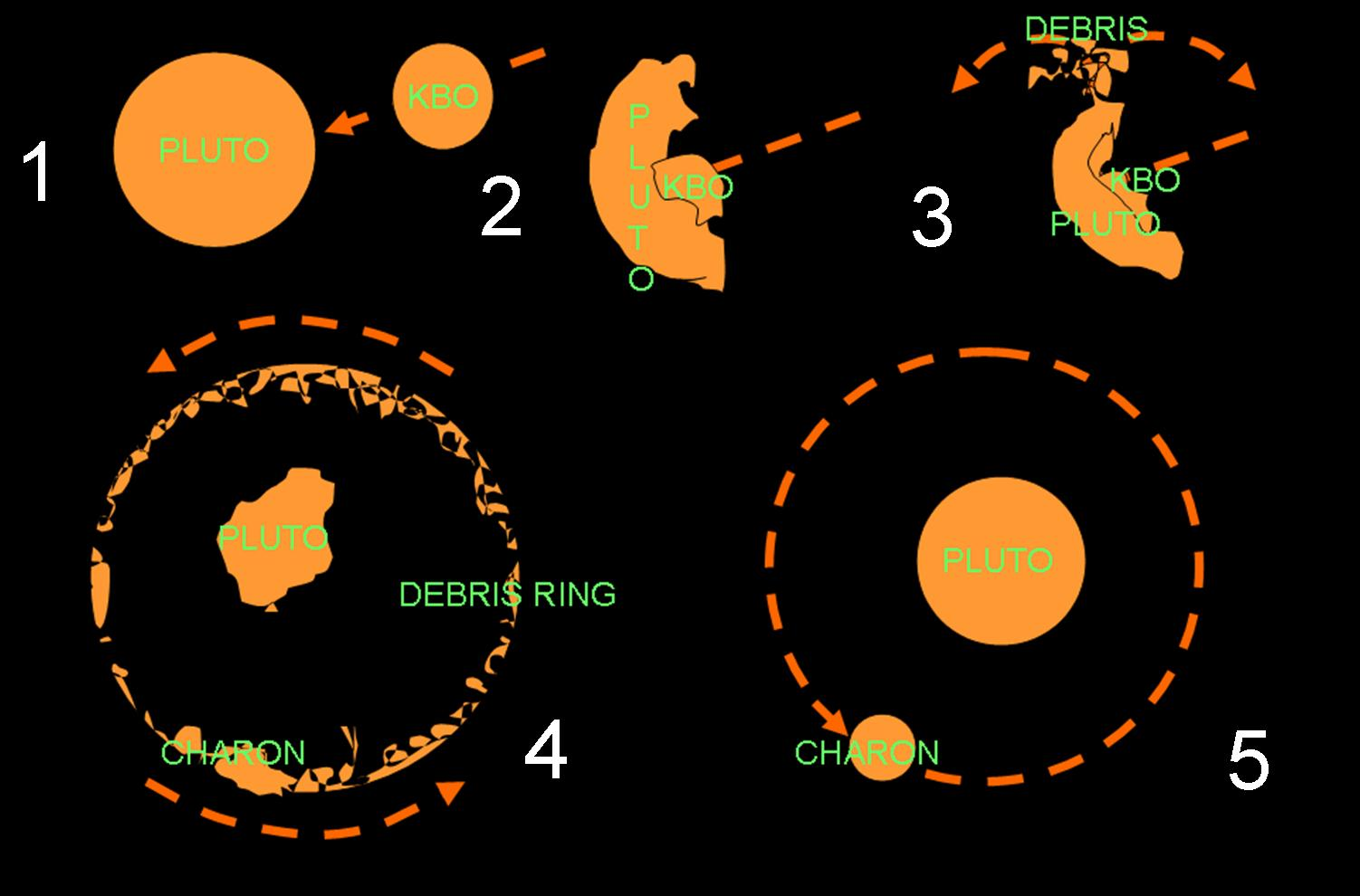
冥卫的形成过程：1：冥王星附近有一个柯伊伯带天体；2：该柯伊伯带天体撞击了冥王星；3：冥王星周围形成了一条尘埃环；4：碎屑逐渐形成冥卫一；5：冥王星与冥卫一稳定为球体

大碰撞说是卫星系形成的主流假说之一，特别是对地卫和冥卫的形成。轨道参数和组成成分相近的卫星系可能来自这样的卫星系，可能属于同一碰撞族。计算机模拟已被用来证明，大碰撞可能是月球的起源。大碰撞之后，地球可能一度拥有多个卫星。相似的模型也被用于解释火、冥卫系的产生。有两组研究证实，火卫一来自火星被小行星撞击后抛射出的物质。有人认为，天卫系的独特特征可能也来自大碰撞。针对天王星独特的自转方式，2018年新提出的模型认为，天王星可能与一颗有地球两倍大的天体发生过斜向碰撞，碰撞出的残骸产生了独特的冰质卫星。

### 引力捕获理论

火卫系起源的引力捕获理论示意图

有理论认为，海卫一是通过引力捕获成为海王星卫星的。火星、土卫九可能也是通过引力捕获而来。有些研究者认为，年轻行星周围的超高层大气可以减缓途经物体运动，从而实现捕获。木星和土星的不规则卫星可能都是由引力捕获而来。引力捕获的标志是逆行轨道，这可以解释为行星捕获了从自转朝向方向来的天体。有人试图用捕获说解释月球的起源，但地月岩石有着几乎完全一致的同位素比例，便无法用这个理论说明。。

#### 暂时捕获
卫星捕获的证据可在木星捕获的星体上直接观察到。目前共观测到5个类似天体，最长的约有12年。基于计算机建模，可以推定对赫林-罗曼-克罗克特彗星长18年的捕获过程将始于2068年。然而，暂时捕获形成的轨道十分不规则、不稳定，而稳定捕获背后的理论过程可能极为罕见。

### 有争议理论
一些有争议的早期理论，如月球太空船理论（Spaceship Moon Theory）和什克洛夫斯基的"“火卫一中空论”"认为，卫星压根就不是自然形成的。这些理论违背了奥卡姆剃刀原则。虽然人造卫星现在在太阳系中已经很常见了，但是其中最大的国际空间站长度仅有108.5米，比起自然卫星过小了。

## 卫星系列表

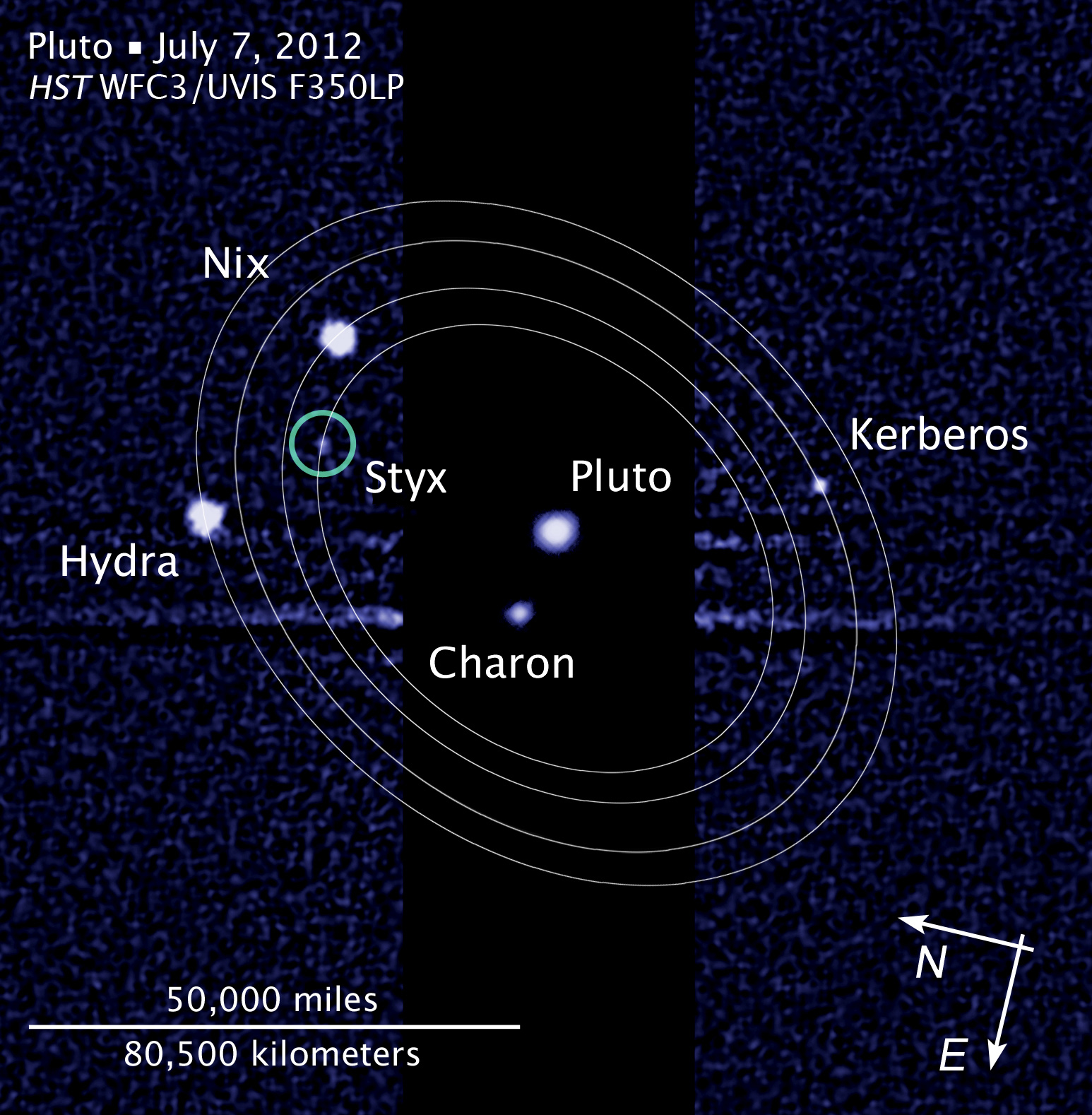
冥卫系，画出卫星轨道。哈勃望远镜摄于2012年7月

近地小行星(136617) 1994 CC及其卫星系的雷达影像动画

太阳系内已知的包含多个天体、围绕近行星质量天体的卫星系，依近日点距离排序：

### 近行星质量
| 天体          | 类别               | 近日点（天文单位） | 自然卫星 | 近行星质量卫星                                         | 人造卫星 | 环 | 注释                                                               |
| ------------- | ------------------ | ------------------ | -------- | ------------------------------------------------------ | -------- | -- | ------------------------------------------------------------------ |
| 地球          | 行星               | 0.9832687          | 1        | 月球                                                   | 2,465*   |    | 参见空间站列表                                                     |
| 月球          | 自然卫星           | 1.0102             |          |                                                        | 10*      |    | 参见月球勘测轨道飞行器、月球轨道计划                               |
| 金星          | 行星               | 0.7184             |          |                                                        | 1        |    | 参见破晓号                                                         |
| 火星          | 行星               | 1.3814             | 2        |                                                        | 11*      |    | *6被废弃（参见火星轨道器列表）                                     |
| 谷神星        | 矮行星             | 2.5577             |          |                                                        | 1*       |    | *曙光号                                                            |
| 木星          | 行星               | 4.95029            | 89       | 伽利略卫星                                             | 1        | 4  | 含较大的伽利略卫星及环系统。朱诺号自2017年。参见木星的卫星和木星环 |
| 土星          | 行星               | 9.024              | 83       | 土卫六、土卫五、土卫八、土卫四、土卫三、土卫二、土卫一 |          | 7  |                                                                    |
| 天王星        | 行星               | 20.11              | 27       | 天卫三、天卫四                                         |          | 13 | 含环系统。参见天王星的卫星                                         |
| 冥王星-冥卫一 | 矮行星（双行星）   | 29.658             | 5        | 冥卫一                                                 |          |    | 另见冥王星的卫星                                                   |
| 海王星        | 行星               | 29.81              | 14       | 海卫一                                                 |          | 5  | 含环系统。参见海王星的卫星                                         |
| 妊神星        | 矮行星             | 34.952             | 2        |                                                        |          | 1  | 另见妊神星的卫星，环系统发现于2017年                               |
| 阋神星        | 矮行星（双行星）   | 37.911             | 1        | 阋卫一                                                 |          |    |                                                                    |
| 鸟神星        | 矮行星             | 38.590             | 1        |                                                        |          |    |                                                                    |
| 亡神星        | 准矮行星（双行星） |                    | 1        | 亡卫一                                                 |          |    |                                                                    |
| Ilmarë        | 准矮行星（双行星） |                    | 1        | 小行星174567                                           |          |    |                                                                    |

### 较小天体
| 天体                     | 类别               | 近日点（天文单位） | 自然卫星 | 人造卫星 | 环 | 注释                                         |
| ------------------------ | ------------------ | ------------------ | -------- | -------- | -- | -------------------------------------------- |
| 66391 Moshup             | 水星轨道穿越小行星 | 0.20009            | 1        |          |    | 双星                                         |
| 660631998 RO             | 阿登型小行星       | 0.27733            | 1        |          |    | 双星                                         |
| 1366171994 CC            | 近地小行星         | 0.95490            | 2        |          |    | 三星                                         |
| 1535912001 SN            | 近地小行星         | 1.03628119         | 2        |          |    | 三星                                         |
| 小行星285263             | 近地小行星         | 1.0376             | 1        |          |    | 双星                                         |
| 丘留莫夫－格拉西缅科彗星 | 彗星               | 1.2432             |          | 1*       |    | *罗塞塔号，自2014年8月                       |
| 小行星2577               | 火星轨道穿越小行星 | 1.6423             | 2        |          |    | 双星                                         |
| 小行星3749               | 主小行星带         | 1.9916             | 2        |          |    | 双星                                         |
| 桂神星                   | 主小行星带         | 2.014              | 1        |          |    | 双星                                         |
| 艳后星                   | 主小行星带         | 2.089              | 2        |          |    |                                              |
| 慧神星                   | 主小行星带         | 2.3711             | 2        |          |    |                                              |
| 小行星45                 | 主小行星带         | 2.497              | 2        |          |    |                                              |
| 怂女星                   | 主小行星带         | 2.47815            | 2        |          |    |                                              |
| 司赋星                   | 主小行星带         | 2.6139             | 1        |          |    | 双星：Linus                                  |
| 休神星                   | 主小行星带         | 2.6606             | 1        |          |    | 双星：S/2000 (90) 1                          |
| 林神星                   | 主小行星带         | 3.213              | 2        |          |    |                                              |
| 驶神星                   | 原神星族           | 3.25843            | 1        |          |    | 双星：S/2001 (107) 1                         |
| 小行星617                | 木星特洛伊小行星   | 4.4947726          | 1        |          |    | 双星：Menoetius                              |
| 小行星2060               | 半人马小行星       | 8.4181             |          |          | 2  |                                              |
| 女凯龙星                 | 半人马小行星       | 13.066             |          |          | 2  | 观察到首个带有行星环的小行星。参见女凯龙星环 |
| 小行星47171              | 海王星外天体       | 30.555             | 2        |          |    | 三星/双星带伴星                              |
| 亡神星                   | 柯伊伯带天体       | 30.866             | 1        |          |    | 双星：亡卫一                                 |
| 共工星                   | 海王星外天体       | 33.050             | 1        |          |    | 双星：相柳星                                 |
| 小行星120347             | 柯伊伯带天体       | 37.296             | 1        |          |    | 双星：Actaea                                 |
| 486391995 TL             | 柯伊伯带天体       | 40.085             | 1        |          |    | 双星：S/2002 (48639) 1                       |
| 1998 WW31                | 柯伊伯带天体       | 40.847             | 1        |          |    | 双星：S/2000 (1998 WW31) 1                   |
| 创神星                   | 柯伊伯带天体       | 41.868             | 1        |          |    | 双星：创卫一                                 |

## 特征与互动
含有多颗近行星质量天体的自然卫星系内，可能发生相当复杂的相互作用，并影响多颗天体或更大的天体系统。

### 行星环

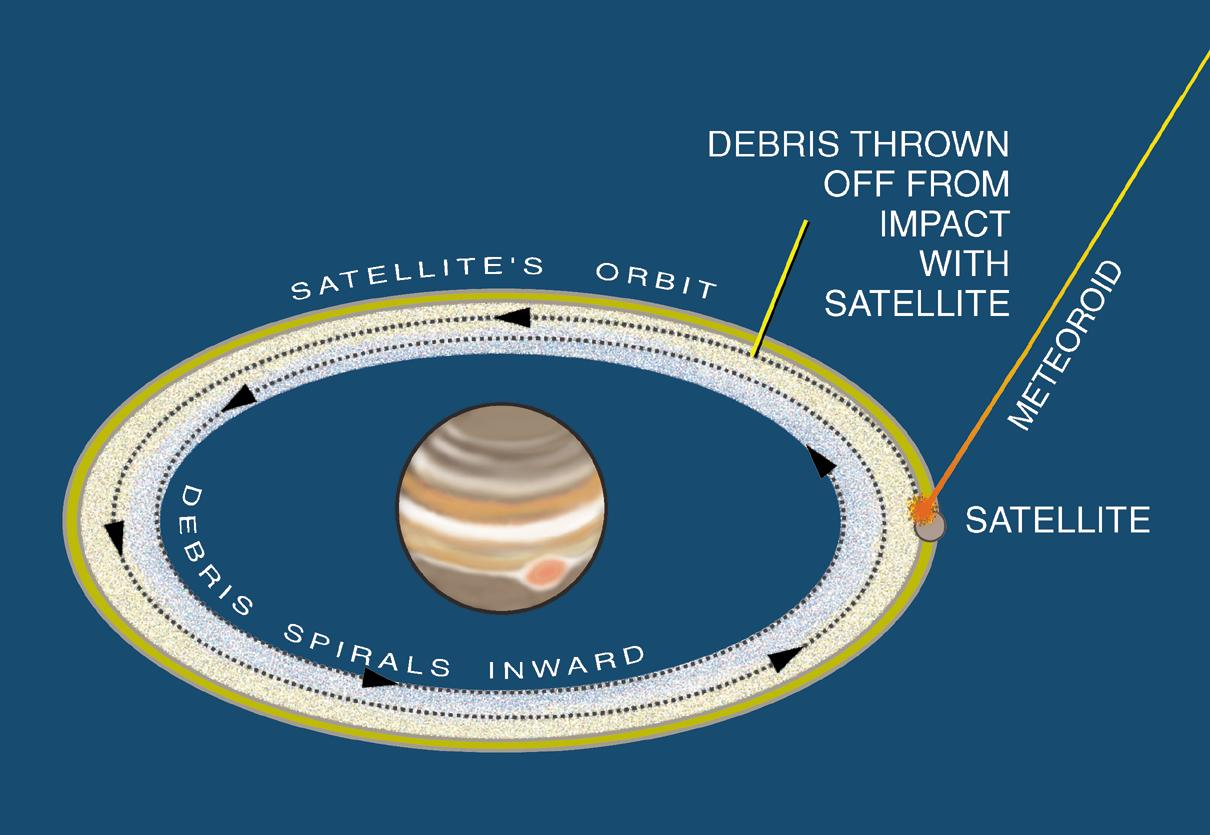
木星环形成过程模型示意图

行星环包含宇宙尘埃、微卫星及其他小天体。最典型的是土星环，实际上其他三颗气态巨行星（木星、天王星和海王星）也有环。系外行星研究发现，行星环在巨行星周围十分常见。J1407b有半径9000万km（0.6AU）的行星环，有人称其为“超级土星”。光度研究表明，PDS 110可能拥有更大的环行星盘。
其他种类的天体也被发现含有环。妊神星是人们发现的第一颗带有环的矮行星和海王星外天体。直径约250km的半人马小行星女凯龙星是已知最小的有环天体，有两条窄而密的环带，分别有6–7km和2–4km宽，中间有9km宽的缝。土卫五有一条较细的卫星环，包含三条狭窄、较密集的微粒组成的盘面。这也是人类首次发现的卫星环。
大部分的环都是不稳定的，经历千万年之后可能就消散了。对土星环的研究则表明，可能在太阳系形成之初就已经有了行星环。目前理论认为，一部分环可能处在吸积为卫星——卫星坠入洛希极限而碎裂形成环的循环之中。该理论曾被用于解释土星环和火卫的形成。

### 引力互动

#### 轨道布局

3颗伽利略卫星展示的拉普拉斯共振。图中所展示的比率是轨道周期之比。卫星间的合以颜色变化表示出。

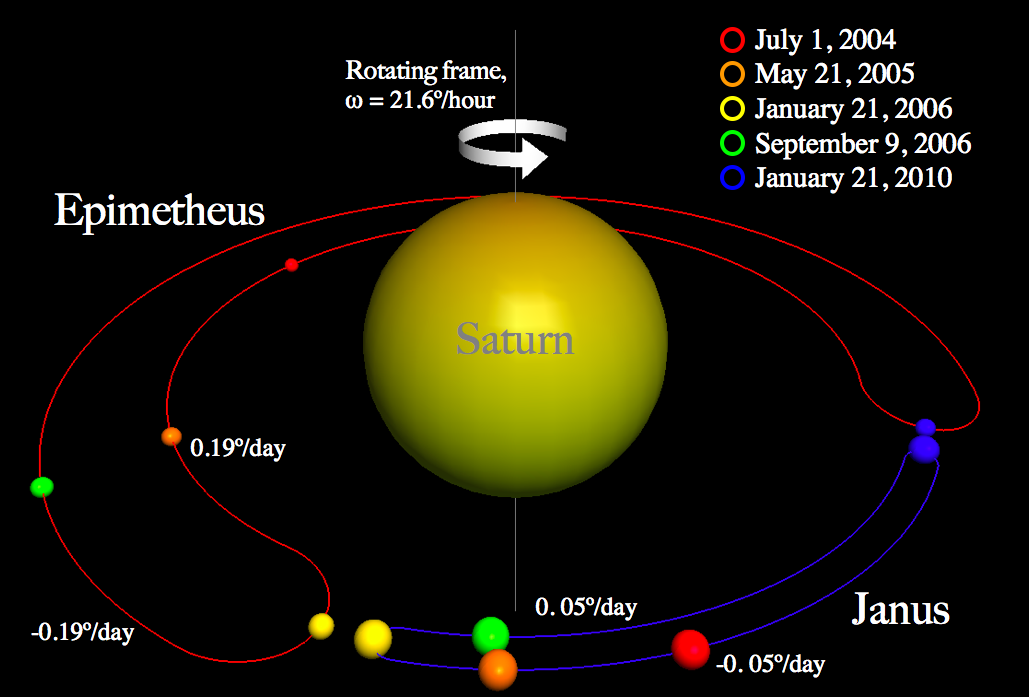
旋转参考系下的土卫十和土卫十一的马蹄形交换轨道

卡西尼定律描述了系统内卫星的运动规律，其进动由拉普拉斯平面定义。大多数卫星系统都沿着黄道平面分布。地月系是个例外，月球轨道与天球赤道平面基本重合。
天体间互相施加规律性的引力影响的现象，称作轨道共振。很多卫星系中都存在轨道共振现象：
- 2:4 土卫三–土卫一
- 1:2 土卫四–土卫二
- 3:4 土卫七–土卫六
- 1:2:4 木卫三–木卫二–木卫一
- 1:3:4:5:6 近共振 - 冥卫五、冥卫二、冥卫四和冥卫三[36]

可能的轨道互动现象还包括天平动和共轨构型。土卫十和土卫十一共用一个轨道，半长轴的差异小于两者的平均直径。天平动被认为是在轨天体相对于彼此的震荡运动，地月系的天平动现象比较显著。
有些系统围绕着整个系统的共同质心旋转，表现为多星（双星、三星等）。最知名的是冥卫系，是一个矮行星双星系统。很多小行星之间也会形成类似的系统，如休神星和(66063) 1998 RO1。有些轨道互动和双星结构中，较小的卫星不再维持球形，并混乱地震荡而非公转，如冥卫二、冥卫三和土卫七。

#### 潮汐力

地月系引力互动下，地球上的潮涨超过地球自转的示意图。这在月球上施加了一个净扭矩，加速其运动的同时，减慢了地球的自转。

潮汐力可以对行星和卫星都产生影响。月球的潮汐力使得地球和水圈产生轻微变形；其他卫星系中，类似的潮汐作用产生的摩擦生热是卫星地质作用动力的主要热源。另一个物理变形的极端例子是近地小行星66391受其卫星潮汐力作用而产生的大型赤道脊，这样的变形可能在其他近地小行星上也常见。
潮汐力还包括稳定轨道的改变。如海卫一的轨道36亿年来一直在下降，这会使得其最终越过海王星的洛希极限，跌入海王星大气层，形成与土星环类似的环。火卫一也发生着类似的事，预计在5000万年内它要么碎裂为环带，要么坠落到火星上。潮汐力将月球逐渐推离地球，最终会摆脱地球的引力约束。

#### 摄动与不稳定
大多数卫星系在潮汐力作用下也能保持长期的稳定。卫星间的摄动在早期阶段常会使得系统变得不稳定，使得卫星被弹射出去或与别的天体相撞。计算机模拟显示，正是这样的互动导致天王星的内层卫星运动变得混沌而不稳定。木卫一的部分活动可能是受木卫二的引力摄动和轨道共振引发的。海王星的行星卫星质量比与其他气态巨行星上观察到的1:10000不同，可能也是由于引力摄动。与地月系相关的一个理论认为，与月球一同形成的一颗伴星在早期受到月球引力摄动的影响，撞击了月球。

### 大气与磁力互动

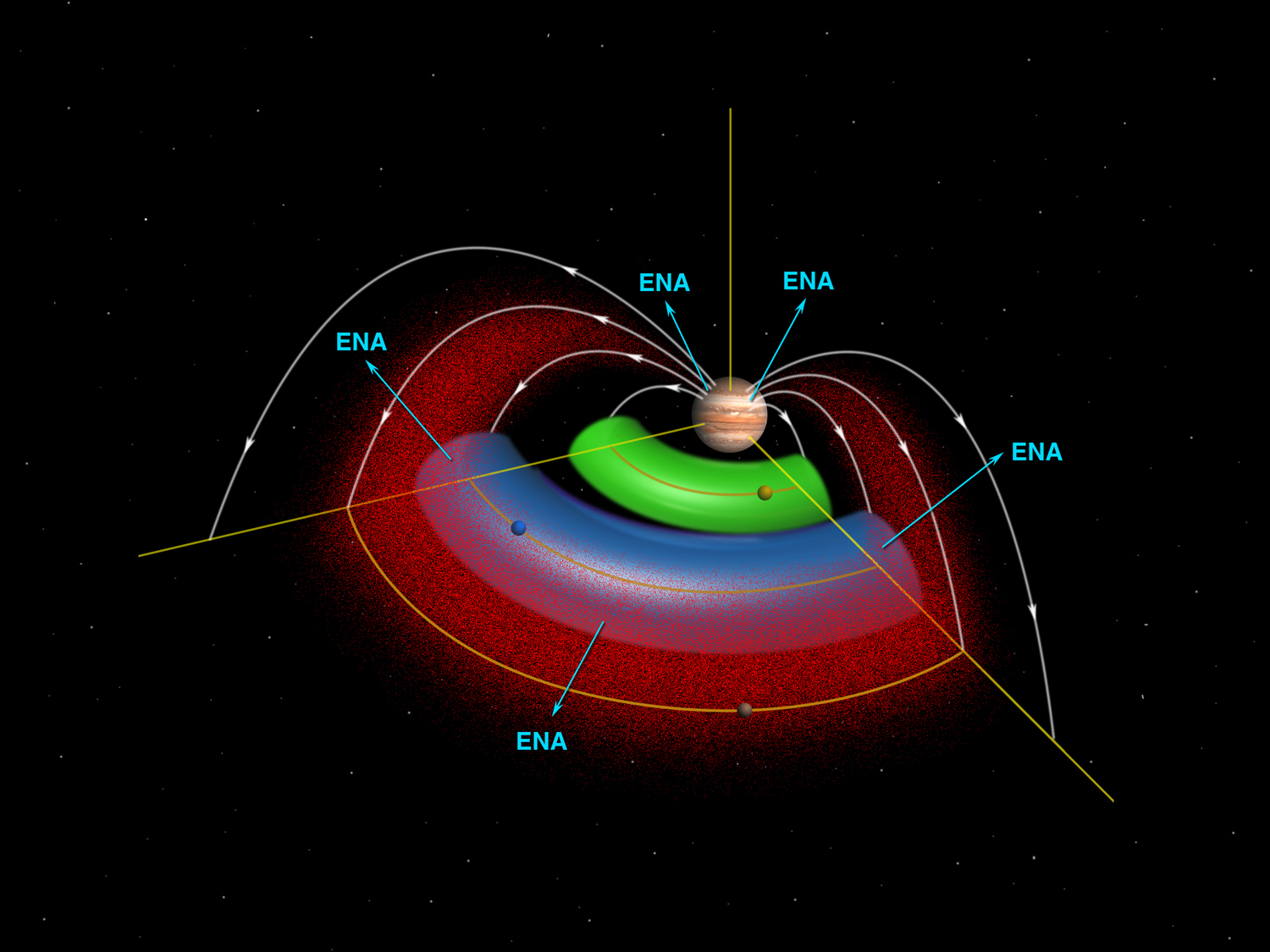
木卫系中木卫一（绿色）和木卫二（蓝色）产生的气体环

有些卫星系的天体间存在气体互动，比较显著的是木卫、土卫和冥卫系。木卫一磁场会将木卫一上的氧和硫带到木星和其他卫星上。土卫二产生的氧气和氢气形成了环绕土星的E环。冥王星和冥卫一之间的氮气交换被新视野号观察到。土卫六（氮）和海卫一（氢）也都会产生气体，并形成环绕行星的气体环。

木星北极的极光影像，显示出椭圆形的主极光、极地喷射物和与卫星互动产生的光斑

卫星系中存在复杂的磁场作用。最显著的是木星和木卫一、木卫三之间的相互作用。观测证实，这样的互动可能使得卫星大气消散，并产生独特的极光。

## 历史

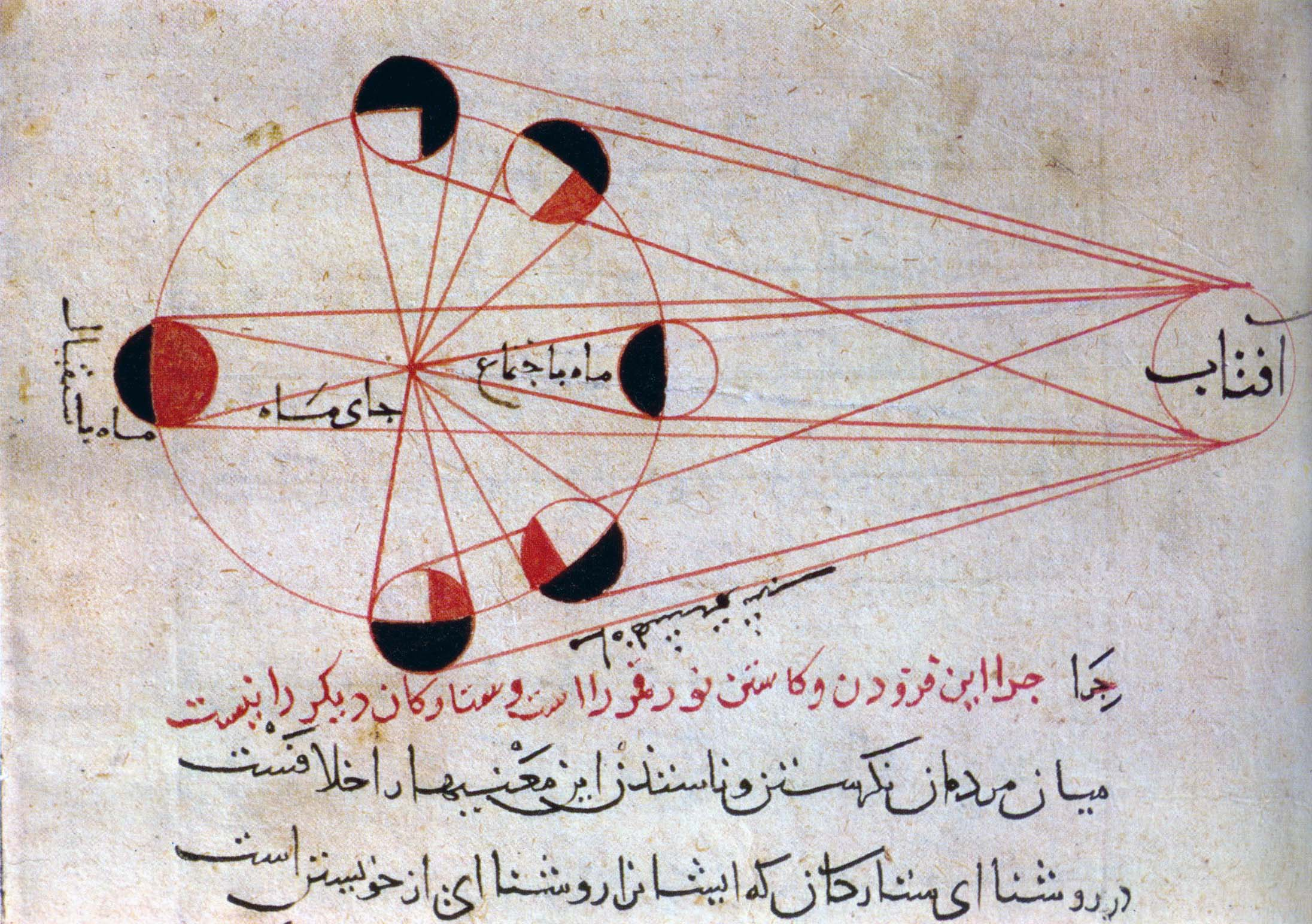
比鲁尼天文学著作中的一张插图，解释了不同的月相。

对卫星系的研究实际上从史前时代就开始了，最早的人类便在研究月亮。最早的天文学模型便是围绕着绕着地球转的“天球”建立的，这就是地心说。然而，地心说一般不考虑其他天体围绕行星运转的可能性。
塞琉西亚的塞琉古（公元前190—？）的观测可能囊括了潮汐，他最后的结论是月亮吸引着潮汐运动。
随着16世纪日心说的风行，人们的关注点逐渐移动到行星，卫星的系统则不被人关注。尼古拉斯·哥白尼在卒年（1543）出版了《天体运行论》，书中提出了月球绕着地球转的模型。
直到1609或1610年，伽利略发现伽利略卫星，围绕天体运行的天体才最终得到确证。
惠更斯于1655年观测土星时，最早提出了行星环的存在。
首个探测地球以外卫星系的探测器是1969年发射的水手7号，其探测了火卫一。旅行者1号和旅行者2号于1979年首次近距离探测了木卫。

## 区域与宜居性

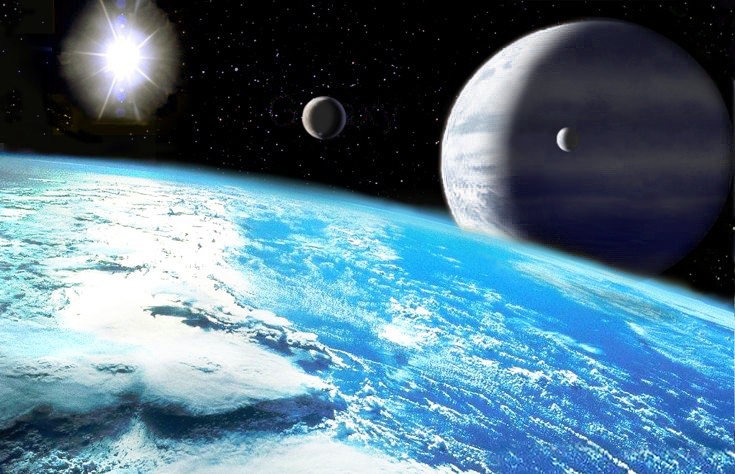
在宜居带内运行的地表有海洋的卫星的艺术想象图

基于潮汐加热模型，科学家们为卫星系划定了像行星系分区那样的区域。其中一个被称作“环行星宜居带”，该理论认为，比宜居带更靠内的卫星便不能在地表维持足够的液态水。将日食影响、轨道稳定性和偏心率纳入考量后，在恒星的宜居带内，能存在环行星宜居带的最小的行星质量约是0.2倍太阳质量。
系外卫星的磁场环境主要由行星的磁场强度决定，也是影响系外卫星宜居性的重要因素。最值得注意的是，从光照和潮汐加热的角度来看，距巨行星5至20倍行星半径的卫星宜居性虽然较高，但行星磁层仍会严重影响宜居性。